# Ordem de Cristo
A Ordem de Nosso Senhor Jesus Cristo originalmente era uma ordem religiosa e militar, criada a 14 de março de 1319 pela bula pontifícia Ad ea ex quibus cultus augeatur do Papa João XXII, que, deste modo, atendia aos pedidos do rei Dom Dinis. Recebeu o nome de Ordem dos Cavaleiros de Nosso Senhor Jesus Cristo ou Ordem da Milícia de Nosso Senhor Jesus Cristo e foi herdeira das propriedades e privilégios da Ordem do Templo.
Em Maio desse mesmo ano, numa cerimónia solene que contou com a participação do Arcebispo de Évora, do Alferes-Mor do Reino D. Afonso de Albuquerque e de outros membros da cúria régia, o rei Dom Dinis ratificou, em Santarém, a criação da nova Ordem.
Foi-lhe concedida como sede o castelo de Castro Marim; mas em 1357 já a sede tinha sido instalada em Tomar, anterior sede templária.
Em 1789 a Ordem de Cristo foi secularizada, tornando-se uma ordem honorífica até sua extinção, em 1910, com a implantação da República Portuguesa. A ordem foi refundada em 1917 como a Ordem Militar de Cristo e é presidida pelo seu grão-mestre, o Presidente da República Portuguesa.

## Antecedentes e criação

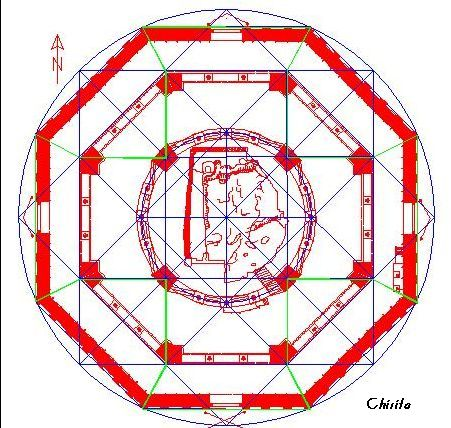
Planta do Templo de Salomão e algumas de suas linhas de construção que podem ter servido de inspiração para a arquitetura dos Templários

Grafismo da geração da Cruz da Ordem de Cristo

Nos séculos XII e XIII, a Ordem dos Templários ajudou os portugueses nas batalhas contra os muçulmanos, recebendo como recompensa extensos domínios e poder político. Os castelos, igrejas e povoados prosperaram sob a sua protecção. Em 1314, o papa Clemente V de origem francesa e Felipe IV de França, tentaram destruir completamente esta rica e poderosa ordem, tendo D. Dinis logrado transferir para a Ordem de Cristo as propriedades e privilégios dos Templários.
A Ordem de Cristo foi assim criada em Portugal como Ordo Militiae Jesu Christo pela bula Ad ae exquibus de 15 de março de 1319 pelo papa João XXII, sendo rei D. Dinis, pouco depois da extinção da Ordem do Templo. «Tratava-se de refundar a Ordem do Templo que anterior bula papal de Clemente V havia condenado à extinção».
Diz a mesma obra: «Em Portugal, os bens dos Templários ficaram «reservados» por iniciativa do rei, transitando para a coroa entre 1309 e 1310, enquanto decorria o «processo», não sem que o monarca rejeitasse o administrador nomeado por Clemente V - Estêvão de Lisboa. Esses mesmos bens passaram indemnes para a nova congregação em 26 de novembro de 1319, sendo que o papa concedera a excepção aos reis de Castela e Leão, Aragão e Portugal, que se coligaram para contrariar a execução da medida que ordenava a sua transferência para a Ordem do Hospital.» «Por Carta Régia feita em Santarém, a 26 de Novembro da era de 1357 (15 de Novembro de 1319), se mandou fazer a entrega a D. Gil Martins, 1º Mestre da Ordem de Cristo, de todos os bens, rendas e direitos que foram da Ordem do Templo, tanto Espirituais, Temporais, e dívidas.»
A nova Ordem surgia, assim como uma reforma dos Templários. Tudo mudou, para ficar mais ou menos na mesma. O hábito era o mesmo, a insígnia também, com uma ligeira alteração, e os bens, transmitidos pelo monarca, correspondiam aos bens templários. «Foi-lhe dada a regra cisterciense», continua a mesma Enciclopédia, «e nomeado mestre D. Gil Martins, igualmente mestre da Ordem de Avis, que adoptara a regra cisterciense, com a determinação de que os novos monges elegessem seu próprio mestre, depois da morte daquele. O superior espiritual da Ordem de Cristo era o abade de Alcobaça.»
A 11 de junho de 1421, um capítulo reunido em Tomar adoptou como regra da Ordem de Cristo a da Ordem de Calatrava, o que resolvia quaisquer pendências de natureza espiritual e de obediência, mantendo-se na esfera da cavalaria.

## As viagens marítimas

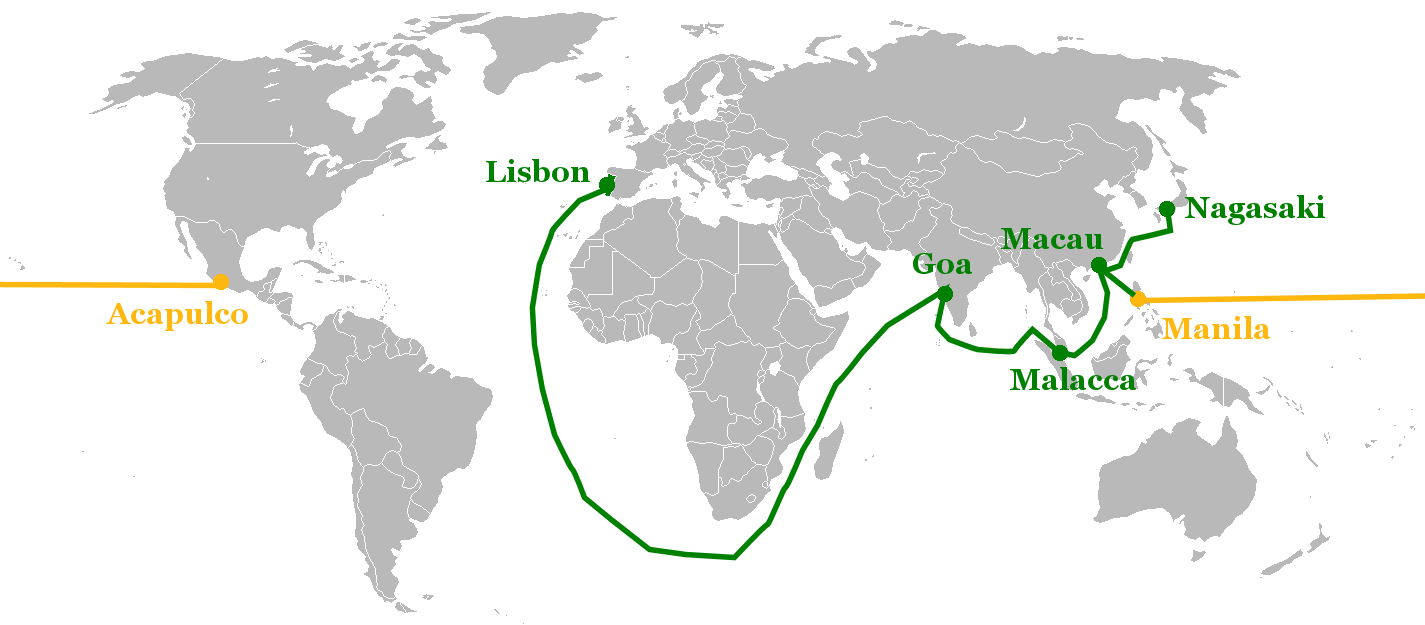
Mapa onde mostra Macau e a sua posição nas rotas comerciais portuguesas e espanholas, no seu período mais próspero (finais do século XVI e princípios do século XVII)

A Cruz da Ordem de Cristo marcava as velas das caravelas que exploravam os mares desconhecidos

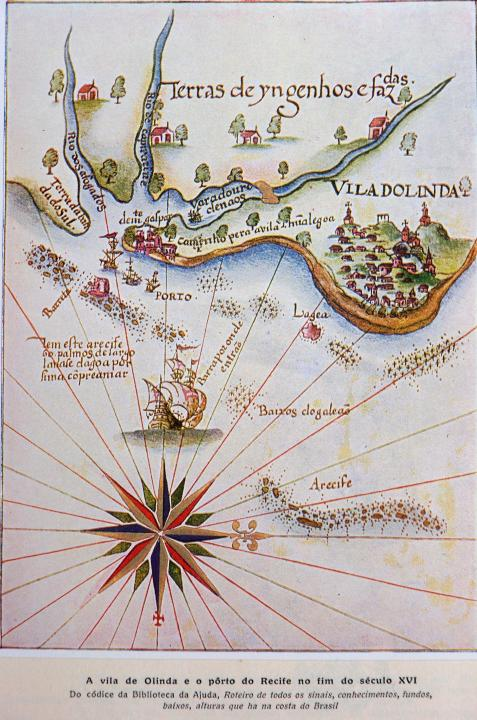
A vila de Olinda e o porto do Recife no fim do século XVI. Do códice da Biblioteca da Ajuda: Roteiro de todos os sinais, conhecimentos, fundos, baixos, alturas que há na costa do Brasil

O cargo de mestre passara após 1417 a ser exercido por membros da Casa Real, que se passaram a nomear administradores e governadores por nomeação papal.
O primeiro foi o infante D. Henrique, que a encaminhou para o que parecia ser sua missão inicial, a de conquista da Ásia através das viagens marítimas, que a própria ordem financiou.
Os ideais da expansão cristã reacenderam-se no século XV quando seu Grão-Mestre, Infante D. Henrique, investiu os rendimentos da Ordem na exploração marítima.
O emblema da ordem, a Cruz da Ordem de Cristo, adornava as velas das Caravelas e Naus que exploravam os mares desconhecidos.
O resultado disso é que em 1454 e 1456, através de bulas do Papa Nicolau V e do Papa Calisto III respectivamente, é concedido ou dada obrigação à Ordem de Cristo de estabelecer o direito espiritual sobre todas as terras descobertas, como territórios nullius diocesis, sendo sua sede diocesana a Igreja de Santa Maria do Olival, em Tomar.

## A Companhia de Jesus
A Companhia de Jesus (em latim: Societas Iesu, S. J.), cujos membros são conhecidos como jesuítas, é uma ordem religiosa fundada em 1534 por um grupo de estudantes da Universidade de Paris, liderados pelo basco Íñigo López de Loyola, conhecido posteriormente como Inácio de Loyola.

A Congregação foi reconhecida por bula papal em 1540. É hoje conhecida principalmente por seu trabalho missionário e educacional durante as viagens marítimas.

O formato da Cruz da Ordem de Cristo está presente no símbolo usado pela Companhia de Jesus

## Reforma sob D. João III
A organização interna consagrada desde os tempos de D. Dinis (a de freires cavaleiros ou milites Christi) foi reformada sob D. João III em 1529, passando a Ordem à estrita clausura.
Em 1531, pela Bula «Exposcit debitum», dada em Roma, a 30 de Junho, o Papa Clemente VII, confirmou a reforma realizada no Convento de Tomar por Frei António de Lisboa, concedendo-lhe poder para elaborar regras e estatutos (de parceria com outros padres jerónimos a quem o rei desse o seu consentimento) a serem aprovados pela Sé Apostólica.
Mantiveram-se porém associadas à Ordem de Cristo «uma relação privilegiada com o mundo dos símbolos e ligações à produção poética dos chamados bucolistas, que reencenariam «uma relação que já se intuira existir entre os Templários e a poesia trovadoresca».
Finalmente, em 1551, pela bula "Praeclara clarissimi" do papa Júlio III, no reinado de D. João III, os Mestrados das Ordens Militares foram unidos Coroa, anexando-os "in perpertuum", passando a ser administrados pela Mesa da Consciência e Ordens que tinha sido criada em 1533.

## Reforma sob D. Maria I
Em 1789, a rainha D. Maria I reformou de novo a ordem, mas esta continuou como ordem monástico-militar.

## "Competição" com a Ordem de Cristo papal
O papado afirma que o direito à entrega da Ordem por parte dos reis portugueses tinha sido garantido através de uma bula papal, datada de Março de 1319, por João XXII. No entanto, como esta não explicita concretamente a entrega do direito fons honorum da Ordem a Portugal, o Vaticano toma para si esse direito durante o domínio dos Filipes, originando alguns protestos da Mesa da Consciência e Ordens portuguesa, que recomendaria ao rei da União que cedesse o peso da sua voz aos protestos portugueses.
Posteriores monarcas portugueses, particularmente D. João V, reclamaram várias vezes junto do Papa contra o que consideravam uma prática abusiva. Chegando mesmo a prender quem usasse a Ordem Papal, como foi, por exemplo, o caso de Giovanni Niccolò Servandoni. Os protestos portugueses continuariam até tão tarde quanto 1825, findando a contenda em 1905, quando a ordem papal é renomeada Ordem Suprema de Cristo.

## Extinção
Com a extinção das ordens religiosas em 1834, também a Ordem de Cristo foi extinta. A maior parte dos seus bens foram expropriados e vendidos em praça pública.
D. Maria II constituiu-a em ordem honorífica.
Em 1910, com a implantação da República, foi extinta, sendo reformulada em 1918.
Esta ordem tem apenas cinco graus: cavaleiro ou dama, oficial, comendador, grande-oficial e grã-cruz.

## Actualidade
Apesar de extinta pelo Decreto de 15 de Outubro de 1910, juntamente com as “antigas ordens nobiliárquicas”, a mesma foi restabelecida pelo Decreto de 1 de Dezembro de 1918, ficando então “destinada a premiar os serviços relevantes de nacionais ou estrangeiros prestados ao país ou à humanidade, tanto militares como civis”.
De acordo com a legislação portuguesa de 1962 e na de 1986, a Ordem Militar de Cristo continuou associada ao exercício de funções de soberania e, em especial, à diplomacia, à magistratura e à Administração Pública.
Na legislação de 2011, voltou-se à referência mais genérica ao “exercício das funções de soberania”.
Ao longo do século XX foram agraciados com a Ordem Militar de Cristo os titulares dos mais altos cargos da nação portuguesa.
Em Visitas de Estado é frequentemente concedida aos cônjuges dos Chefes de Estado e, ocasionalmente, aos próprios Chefes de Estado, como a Presidente Michelle Bachelet, agraciada pelo Presidente Cavaco Silva em 2009.

## Mestres da Ordem de Cristo
| №                                                     | Mestres da Ordem de Cristo (Nascimento–Morte)         | Retrato                                               | Eleito                                                | Tempo em funções                                      | Tempo em funções                                      | Notas                                                       |
| Mestres com sede da ordem em Castro Marim (1319–1356) | Mestres com sede da ordem em Castro Marim (1319–1356) | Mestres com sede da ordem em Castro Marim (1319–1356) | Mestres com sede da ordem em Castro Marim (1319–1356) | Mestres com sede da ordem em Castro Marim (1319–1356) | Mestres com sede da ordem em Castro Marim (1319–1356) | Mestres com sede da ordem em Castro Marim (1319–1356)       |
| ----------------------------------------------------- | ----------------------------------------------------- | ----------------------------------------------------- | ----------------------------------------------------- | ----------------------------------------------------- | ----------------------------------------------------- | ----------------------------------------------------------- |
| 1                                                     | Gil Martins (–1321)                                   |                                                       |                                                       | (1319)                                                | (13 de novembro de 1321)                              | Primeiro mestre da ordem                                    |
| 2                                                     | João Lourenço (–)                                     |                                                       |                                                       | (1321)                                                | (1327)                                                | Segundo mestre da ordem                                     |
| 3                                                     | Martim Gonçalves Leitão (–)                           |                                                       |                                                       | (1327)                                                | (1335)                                                |                                                             |
| 4                                                     | Estêvão Gonçalves Leitão (–)                          |                                                       |                                                       | (1335)                                                | (1344)                                                | 4º mestre da ordem                                          |
| 5                                                     | Rodrigo Anes (–)                                      |                                                       |                                                       | (1344)                                                | (1356)                                                | 5º mestre da ordem                                          |
| Mestres com sede da ordem em Tomar (1356–????)        |                                                       |                                                       |                                                       |                                                       |                                                       |                                                             |
| 6                                                     | Nuno Rodrigues Freire de Andrade (c. 1315-1372)       |                                                       |                                                       | (1356)                                                | (1372)                                                | 6º mestre da ordem                                          |
| 7                                                     | Lopo Dias de Sousa (1359–1417)                        |                                                       |                                                       | (1373)                                                | (1417)                                                | 7º e último Mestre religioso, canónico, da Ordem de Cristo. |

1. D. Gil Martins (1319–?)
2. D. João Lourenço (?–?)
3. D. Martim Gonçalves Leitão (?–?)
4. D. Estevão Gonçalves Leitão (?–?)
5. D. Rodrigo Anes (?–?)
6. D. Nuno Rodrigues Freire de Andrade (1357–1372)
7. D. Lopo Dias de Sousa (1373–1417) (último Mestre religioso e canónico))
8. Infante D. Henrique (25 de Maio de 1420 – 13 de Novembro de 1460)
9. Infante D. Fernando, Duque de Viseu (11 de Novembro de 1461 - 18 de Setembro de 1470)
10. D. João, 3.º Duque de Viseu, 3.º Senhor da Covilhã, 2.º Duque de Beja e 2.º Senhor de Moura (1460–1472)
11. D. Afonso V (1472 – 28 de Agosto de 1481)
12. D. Diogo, 4º Duque de Viseu, 3º Duque de Beja (1481 - 1484)
13. D. Manuel I (1484 - 13 de Dezembro de 1521, 5º Duque de Viseu, 4º Duque de Beja e Rei de Portugal a partir de 1495)

Desde 1420, com a nomeação do Infante D. Henrique como Governador da Ordem de Cristo, a administração desta não mais sairá das mãos de infantes da família real ou do próprio Rei. A partir de 1495, o mestrado da Ordem será sempre desempenhado pelo Rei e depois pelos Presidente da República.

## Património sob tutela da Ordem

Bandeira da Região Autónoma da Madeira, que ostenta a Cruz da Ordem de Cristo, em lembrança dos seus descobridores, membros da dita Ordem

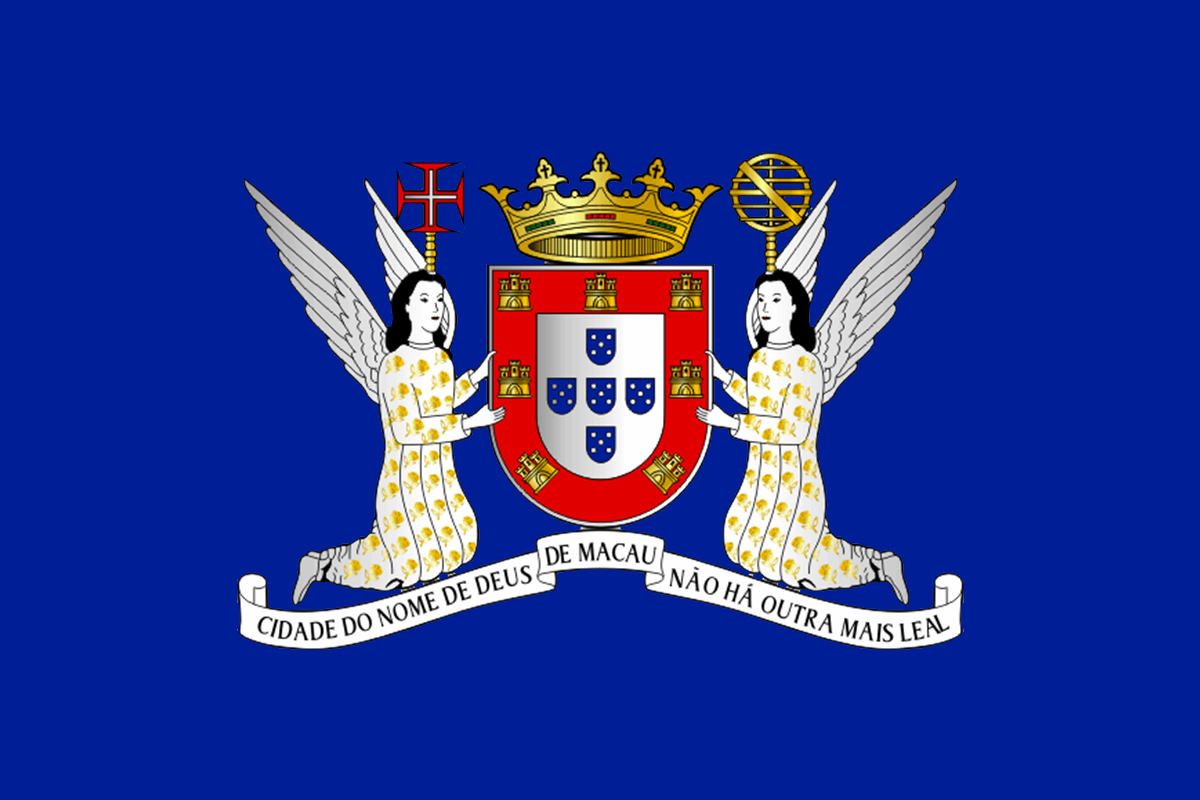
Bandeira do Leal Senado de Macau

- Castelo de Almourol
- Castelo de Folgosinho
- Castelo de Nisa
- Castelo de Montalvão
- Castelo de Mogadouro
- Castelo de Penas Róias
- Castelo de Penha Garcia
- Castelo de Pombal
- Castelo de Rosmaninhal
- Castelo de Segura
- Castelo de Soure
- Castelo de Tomar
- Castelo do Zêzere
- Convento de Cristo
- Torre de São Vicente de Belém

## Características da cruz da Ordem de Cristo

Desenho esquemático do octógono originando a cruz Ordem de Cristo. É possível observar que a serifa da haste da cruz forma um ângulo de 45° com a base. As linhas que compõem o formato do desenho do logotipo da Ordem de Cristo podem ser obtidas a partir da ligação com retas dos vértices no interior do polígono octógono, associado a linhas paralelas aos lados

Na utilização moderna, as serifas das extremidades das hastes da cruz da Ordem de Cristo formavam ângulo de 45 graus com a sua base, não importando o comprimento das hastes.
Este símbolo encontra-se presente em inúmeras bandeiras de municípios brasileiros e concelhos e freguesias portuguesas.

## Utilização

Província Cisplatina

Existem inúmeros municípios brasileiros que possuem a imagem da Cruz da Ordem de Cristo na sua Bandeira ou em seu Brasão. Algumas vezes a imagem é estilizada e modificada, não correspondendo ao formato original da Cruz da Ordem de Cristo. Exemplos: Alcântara (Maranhão), Angra dos Reis, Arujá, Barra Mansa, Barueri, Batatais, Barra (Bahia), Bragança_(Pará), Cajamar, Cametá, Campo Grande, Cananeia, Canas, Caraguatatuba, Carpina - Pernambuco,
Contagem-Minas Gerais, Cordeirópolis, Florianópolis,
Guarapuava, Iguape, Itu, Joinville, Jundiaí, 
Juína (Mato Grosso), 
Junqueirópolis (São Paulo), 
Lins, Lageado (Rio Grande do Sul), Louveira - São Paulo, Maruim (Sergipe), Mogi das Cruzes (SP), Nova Granada (São Paulo), Nova Londrina - Paraná, Olinda - Pernambuco, Paranaguá, Pelotas, Piracicaba, Porto Alegre, Porto Seguro, Praia Grande, Restinga (São Paulo), Santa Bárbara d'Oeste, Santa Cruz das Palmeiras (São Paulo), Santa Mariana, São Paulo, Santa Rita do Passa Quatro (São Paulo), São Sebastião, São Vicente (SP), Timbó (Santa Catarina), Vitória de Santo Antão - Pernambuco, Toledo - Paraná, Várzea Paulista, Vera Cruz (Rio Grande do Sul), Vera Cruz (São Paulo), Vila Velha (ES);
- Tanto a Seleção Portuguesa de Futebol quanto a Seleção Brasileira de Futebol, bem como o Club de Regatas Vasco da Gama ou o Clube de Futebol Os Belenenses possuem a imagem estilizada da Cruz da Ordem de Cristo nos seus símbolos (exemplo (Seleção do Brasil)).
- A Estrada Real ou a Estrada Real (turismo) também utiliza a Cruz no seu Escudo Escudo da Estrada Real.
- 2.ª Região Militar também utiliza a Cruz no seu Escudo 2.ª Região Militar - São Paulo.
- O Monumento a Nossa Senhora em Díli, com o brasão do Timor Português Timor-Leste.
- Na bandeira do Império do Brasil, a cruz encontra-se no centro do escudo neoclássico[nota 1] verde e é envolta pela esfera armilar dourada.[11]

Bandeira do Império do Brasil (1822-1889)